# جان کورتس
جان کورتس (انگلیسی: John Cordts؛ زادهٔ ۲۳ ژوئیهٔ ۱۹۳۵ در هامبورگ) رانندهٔ سابق مسابقات اتومبیل‌رانی فرمول یک اهل کانادا است که در فصل ۱۹۶۹ در مجموع در یک گراند پری شرکت کرد، اما موفق به کسب هیچ امتیازی نشد.